# Vụ nổ Bata 2021
Vụ nổ tại Bata năm 2021 đề cập đến một loạt bốn vụ nổ xảy ra trong buổi chiều ngày 7 tháng 3 năm 2021 tại một doanh trại quân đội ở khu Nkoantoma, Bata – thành phố lớn nhất của Guinea Xích đạo, đồng thời là thành phố cảng chính của Trung Phi. Ít nhất 108 người thiệt mạng và 615 người khác bị thương. Vụ nổ cũng gây thiệt hại quy mô lớn cơ sở hạ tầng của thành phố.
Tổng thống Teodoro Obiang Nguema Mbasogo cho hay nguyên nhân của thảm họa là do nông dân gần đó đốt rơm rạ rồi cháy lan sang căn cứ, cũng như do sơ suất cất giữ chất nổ. Tuy nhiên, các nhóm nhân quyền và hãng tin AP lại tỏ ý nghi ngờ giả thuyết của Tổng thống Obiang.

## Vụ nổ
Vụ nổ xảy ra tại Cuartel Militar de Nkoantoma, một căn cứ quân sự ở vùng lân cận Nkoantoma.  Khoảng 15:00 WAT (14:00 UTC), kho chứa đạn quân đội phát nổ gây ra ba vụ nổ liên tiếp, trong đó vụ đầu tiên là mạnh nhất. Vụ nổ thứ tư xảy ra cách hai giờ sau vụ nổ đầu tiên. Khu vực xung quanh căn cứ bị thiệt hại nặng nề. Hầu hết nhà cửa trong thành phố đều bị san phẳng. Đã có trường hợp bị thương thậm chí thiệt mạng được ghi nhận tại khu vực.

## Thương vong
Có ít nhất 105 người thiệt mạng và 615 người khác bị thương. Bộ Y tế Guinea Xích Đạo tuyên bố "tình trạng khẩn cấp về sức khỏe" do nhận thấy vẫn còn người chết và mất tích dưới đống đổ nát. Hơn 300 người bị thương được đưa vào Bệnh viện Nuevo Inseso, hơn 150 người tại Bệnh viện Đa khoa Bata và hơn 70 người tại Bệnh viện La Paz.

## Hậu quả
Trong một tuyên bố trên kênh truyền hình quốc gia TVGE, Tổng thống Teodoro Obiang Nguema Mbasogo nói nguyên nhân là do sự tắc trách của những người canh giữ kho đạn dược. Ông cũng cho rằng những người nông dân ở những cách đồng xung quanh đốt rạ khiến đám cháy lan đến doanh trại và hầu như tất cả các tòa nhà của thành phố đều bị thiệt hại. Ngay sau đó, Phó Tổng thống Teodoro Nguema Obiang Mangue đã đến thị sát nơi xảy ra vụ nổ.
Ngày 9 tháng 3 năm 2021, chính phủ tuyên bố Bata là một khu vực thảm họa và thành lập quỹ khẩn cấp ban đầu là 10.000.000.000 XAF (20.000.000 USD). Chính quyền cũng tuyên bố ba ngày quốc tang, cờ phải được treo rủ trong những ngày này.
Vụ nổ đã hất văng một lượng lớn bom đạn ra các khu vực xung quanh, một số người còn chụp ảnh bên cạnh những quả bom chưa nổ rồi đăng tải chúng lên mạng xã hội.

### Điều tra
Tổng thống Obiang đã ra lệnh điều tra để xác định chi tiết của thảm họa, các bên chịu trách nhiệm và mức độ tàn phá.
Các nhóm nhân quyền, bao gồm Tổ chức Theo dõi Nhân quyền và EG Justice, đã kêu gọi một cuộc điều tra độc lập với sự tham gia từ các chuyên gia quốc tế. Họ nghi ngờ số người chết cao hơn nhiều so với con số được báo cáo (dựa trên các cuộc phỏng vấn ở Bata), đồng thời đặt câu hỏi về nguyên nhân chính thức của thảm họa, cũng như cho rằng "tuyên bố vội vàng của tổng thống nhằm đánh lạc hướng lỗi của quân đội".
Hãng tin AP cũng đặt câu hỏi về nguyên nhân chính thức. Sau khi phân tích hình ảnh vệ tinh thu được từ Planet Labs, họ không tìm thấy dấu hiệu của việc canh tác xung quanh căn cứ quân sự, dấu hiệu duy nhất mà họ tìm thấy có liên quan đến dự án xây dựng gần đó, trong khi đó những vụ cháy chỉ được tìm thấy ở ba tòa nhà được cho là nơi cất giữ các loại bom đạn.

### Hỗ trợ
Tổng thống Obiang cũng yêu cầu sự hỗ trợ quốc tế trong tuyên bố phát trên TVGE.
Một ngày sau thảm họa, Bộ trưởng Ngoại giao Tây Ban Nha Arancha González Laya ra thông báo Tây Ban Nha sẽ gửi viện trợ nhân đạo cho Guinea Xích Đạo ngay lập tức. Ngày 10 tháng 3 năm 2021, một máy bay xuất phát từ Căn cứ không quân Torrejón gần thủ đô Madrid đã đến Guinea Xích Đạo mang theo hàng viện trợ hơn 2.600 kg (5.700 lb) thuốc, đồ dùng phẫu thuật và vật tư y tế khác trị giá khoảng 60.000 EUR.
Các nhóm nhân quyền đề xuất rằng hàng hỗ trợ nên được gửi trực tiếp đến nhân dân bị ảnh hưởng thay vì đến chính phủ. Họ cho rằng chính phủ Guinea Xích Đạo có mức độ tham nhũng cao nên hàng viện trợ có thể bị thất thoát trước khi đến tay người dân.